# Collegio di Braintree
Braintree è un collegio elettorale situato nell'Essex, nell'Est dell'Inghilterra, e rappresentato alla Camera dei comuni del Parlamento del Regno Unito. Elegge un membro del parlamento con il sistema first-past-the-post, ossia maggioritario a turno unico; l'attuale parlamentare è James Cleverly del Partito Conservatore, che rappresenta il collegio dal 2015.

## Estensione

Braintree dal 2010 al 2024

- 1974—1983: i distretti urbani di Braintree and Bocking e Witham, il distretto rurale di Braintree e le parrocchie civili di Boreham, Broomfield, Chignall, Good Easter, Great and Little Leighs, Great Waltham, Little Waltham, Mashbury, Pleshey, Roxwell, Springfield e Writtle nel distretto rurale di Chelmsford.
- 1983—1997: i ward del distretto di Braintree di Black Notley, Bocking North, Bocking South, Braintree Central, Braintree East, Braintree West, Coggeshall, Cressing, Hatfield Peverel, Kelvedon, Panfield, Rayne, Terling, Three Fields, Witham Central, Witham Chipping Hill, Witham North, Witham Silver End and Rivenhall, Witham South e Witham West, e i ward del Borough di Chelmsford di Broomfield and Chignall, Good Easter Mashbury and Roxwell, Great and Little Leighs and Little Waltham, Great Waltham and Pleshey e Writtle.
- 1997—2010: i ward del distretto di Braintree di Black Notley, Bocking North, Bocking South, Braintree Central, Braintree East, Braintree West, Coggeshall, Cressing, Earls Colne, Gosfield, Hatfield Peveril, Kelvedon, Panfield, Rayne, Terling, Three Fields, Witham Central, Witham Chipping Hill, Witham North, Witham Silver End and Rivenhall, Witham South e Witham West.
- 2010-2024: i ward del distretto di Braintree di Bocking Blackwater, Bocking North, Bocking South, Braintree Central, Braintree East, Braintree South, Bumpstead, Cressing and Stisted, Gosfield and Greenstead Green, Great Notley and Braintree West, Halstead St Andrews, Halstead Trinity, Hedingham and Maplestead, Panfield, Rayne, Stour Valley North, Stour Valley South, The Three Colnes, Three Fields, Upper Colne e Yeldham.
- dal 2024: i ward del distretto di Braintree di Bocking Blackwater; Bocking North; Bocking South; Braintree Central and Beckers Green; Braintree South; Braintree West; Bumpstead; Gosfield and Greenstead Green; Great Notley and Black Notley; Halstead St. Andrew's; Halstead Trinity; Hedingham; Rayne; Stour Valley North; Stour Valley South; Three Fields e Yeldham e i ward del distretto di Uttlesford di Felsted and Stebbing e The Sampfords.[1]

## Membri del parlamento
| Elezione | Elezione       | Deputato       | Partito      |
| -------- | -------------- | -------------- | ------------ |
|          | Feb 1974       | Tony Newton    | Conservatore |
|          | 1997           | Alan Hurst     | Laburista    |
|          | 2005           | Brooks Newmark | Conservatore |
| 2015     | James Cleverly |                | Conservatore |

## Elezioni

### Elezioni negli anni 2020
| Partito                    | Partito                                   | Candidato                  | Risultati 4 luglio 2024 | Risultati 4 luglio 2024 |
| Partito                    | Partito                                   | Candidato                  | Voti                    | %                       |
| -------------------------- | ----------------------------------------- | -------------------------- | ----------------------- | ----------------------- |
|                            | Conservatore                              | James Cleverly             | 17 414                  | 35,52                   |
|                            | Laburista                                 | Matthew Wright             | 13 744                  | 28,03                   |
|                            | Reform UK                                 | Richard Thomson            | 11 346                  | 23,14                   |
|                            | Lib Dem                                   | Kieron Franks              | 2 879                   | 5,87                    |
|                            | Verdi                                     | Paul Thorogood             | 2 878                   | 5,87                    |
|                            | Indipendente                              | David Heather              | 767                     | 1,56                    |
|                            |                                           |                            |                         |                         |
| Iscritti                   | Iscritti                                  | Iscritti                   | 77 781                  | 100,00                  |
| ↳ Votanti (% su iscritti)  | ↳ Votanti (% su iscritti)                 | ↳ Votanti (% su iscritti)  | 49 028                  | 63,03                   |
| ↳ Astenuti (% su iscritti) | ↳ Astenuti (% su iscritti)                | ↳ Astenuti (% su iscritti) | 28 753                  | 36,97                   |
|                            |                                           |                            |                         |                         |
|                            | Esito: collegio confermato a Conservatore |                            |                         |                         |

### Elezioni negli anni 2010
| Partito                    | Partito                                   | Candidato                  | Risultati 12 dicembre 2019 | Risultati 12 dicembre 2019 |
| Partito                    | Partito                                   | Candidato                  | Voti                       | %                          |
| -------------------------- | ----------------------------------------- | -------------------------- | -------------------------- | -------------------------- |
|                            | Conservatore                              | James Cleverly             | 34 112                     | 67,55                      |
|                            | Laburista                                 | Joshua Garfield            | 9 439                      | 18,69                      |
|                            | Lib Dem                                   | Dominic Graham             | 4 779                      | 9,46                       |
|                            | Indipendente                              | Jo Beavis                  | 1 488                      | 2,95                       |
|                            | Indipendente                              | David Mansell              | 420                        | 0,83                       |
|                            | Indipendente                              | Alan Dorkins               | 261                        | 0,52                       |
|                            |                                           |                            |                            |                            |
| Iscritti                   | Iscritti                                  | Iscritti                   | 75 208                     | 100,00                     |
| ↳ Votanti (% su iscritti)  | ↳ Votanti (% su iscritti)                 | ↳ Votanti (% su iscritti)  | 50 499                     | 67,15                      |
| ↳ Astenuti (% su iscritti) | ↳ Astenuti (% su iscritti)                | ↳ Astenuti (% su iscritti) | 24 709                     | 32,85                      |
|                            |                                           |                            |                            |                            |
|                            | Esito: collegio confermato a Conservatore |                            |                            |                            |

| Partito                    | Partito                                   | Candidato                  | Risultati 8 giugno 2017 | Risultati 8 giugno 2017 |
| Partito                    | Partito                                   | Candidato                  | Voti                    | %                       |
| -------------------------- | ----------------------------------------- | -------------------------- | ----------------------- | ----------------------- |
|                            | Conservatore                              | James Cleverly             | 32 873                  | 62,82                   |
|                            | Laburista                                 | Malcolm Fincken            | 14 451                  | 27,62                   |
|                            | Lib Dem                                   | Peter Turner               | 2 251                   | 4,30                    |
|                            | UKIP                                      | Richard Bingley            | 1 835                   | 3,51                    |
|                            | Verdi                                     | Thomas Pashby              | 916                     | 1,75                    |
|                            |                                           |                            |                         |                         |
| Iscritti                   | Iscritti                                  | Iscritti                   | 75 289                  | 100,00                  |
| ↳ Votanti (% su iscritti)  | ↳ Votanti (% su iscritti)                 | ↳ Votanti (% su iscritti)  | 52 326                  | 69,50                   |
| ↳ Astenuti (% su iscritti) | ↳ Astenuti (% su iscritti)                | ↳ Astenuti (% su iscritti) | 22 963                  | 30,50                   |
|                            |                                           |                            |                         |                         |
|                            | Esito: collegio confermato a Conservatore |                            |                         |                         |

| Partito                    | Partito                                   | Candidato                  | Risultati 7 maggio 2015 | Risultati 7 maggio 2015 |
| Partito                    | Partito                                   | Candidato                  | Voti                    | %                       |
| -------------------------- | ----------------------------------------- | -------------------------- | ----------------------- | ----------------------- |
|                            | Conservatore                              | James Cleverly             | 27 071                  | 53,84                   |
|                            | UKIP                                      | Richard Bingley            | 9 461                   | 18,82                   |
|                            | Laburista                                 | Malcolm Fincken            | 9 296                   | 18,49                   |
|                            | Lib Dem                                   | Matthew Klesel             | 2 488                   | 4,95                    |
|                            | Verdi                                     | Paul Jeater                | 1 564                   | 3,11                    |
|                            | Indipendente                              | Toby Pereira               | 295                     | 0,59                    |
|                            | BNP                                       | Paul Hooks                 | 108                     | 0,21                    |
|                            |                                           |                            |                         |                         |
| Iscritti                   | Iscritti                                  | Iscritti                   | 73 513                  | 100,00                  |
| ↳ Votanti (% su iscritti)  | ↳ Votanti (% su iscritti)                 | ↳ Votanti (% su iscritti)  | 50 283                  | 68,40                   |
| ↳ Astenuti (% su iscritti) | ↳ Astenuti (% su iscritti)                | ↳ Astenuti (% su iscritti) | 23 230                  | 31,60                   |
|                            |                                           |                            |                         |                         |
|                            | Esito: collegio confermato a Conservatore |                            |                         |                         |

| Partito                    | Partito                                   | Candidato                  | Risultati 6 maggio 2010 | Risultati 6 maggio 2010 |
| Partito                    | Partito                                   | Candidato                  | Voti                    | %                       |
| -------------------------- | ----------------------------------------- | -------------------------- | ----------------------- | ----------------------- |
|                            | Conservatore                              | Brooks Newmark             | 25 901                  | 52,64                   |
|                            | Laburista                                 | Bill Edwards               | 9 780                   | 19,88                   |
|                            | Lib Dem                                   | Steve Jarvis               | 9 247                   | 18,79                   |
|                            | UKIP                                      | Michael Ford               | 2 477                   | 5,03                    |
|                            | BNP                                       | Paul Hooks                 | 1 080                   | 2,19                    |
|                            | Verdi                                     | Daisy Blench               | 718                     | 1,46                    |
|                            |                                           |                            |                         |                         |
| Iscritti                   | Iscritti                                  | Iscritti                   | 71 205                  | 100,00                  |
| ↳ Votanti (% su iscritti)  | ↳ Votanti (% su iscritti)                 | ↳ Votanti (% su iscritti)  | 49 203                  | 69,10                   |
| ↳ Astenuti (% su iscritti) | ↳ Astenuti (% su iscritti)                | ↳ Astenuti (% su iscritti) | 22 002                  | 30,90                   |
|                            |                                           |                            |                         |                         |
|                            | Esito: collegio confermato a Conservatore |                            |                         |                         |

### Elezioni negli anni 2000
| Partito                    | Partito                                           | Candidato                  | Risultati 5 maggio 2005 | Risultati 5 maggio 2005 |
| Partito                    | Partito                                           | Candidato                  | Voti                    | %                       |
| -------------------------- | ------------------------------------------------- | -------------------------- | ----------------------- | ----------------------- |
|                            | Conservatore                                      | Brooks Newmark             | 23 597                  | 44,48                   |
|                            | Laburista                                         | Alan Hurst                 | 19 704                  | 37,14                   |
|                            | Lib Dem                                           | Peter Turner               | 7 037                   | 13,26                   |
|                            | Verdi                                             | James Abbott               | 1 308                   | 2,47                    |
|                            | UKIP                                              | Roger Lord                 | 1 181                   | 2,23                    |
|                            | Indipendente                                      | Michael Nolan              | 228                     | 0,43                    |
|                            |                                                   |                            |                         |                         |
| Iscritti                   | Iscritti                                          | Iscritti                   | 80 508                  | 100,00                  |
| ↳ Votanti (% su iscritti)  | ↳ Votanti (% su iscritti)                         | ↳ Votanti (% su iscritti)  | 53 055                  | 65,90                   |
| ↳ Astenuti (% su iscritti) | ↳ Astenuti (% su iscritti)                        | ↳ Astenuti (% su iscritti) | 27 453                  | 34,10                   |
|                            |                                                   |                            |                         |                         |
|                            | Esito: collegio passa da Laburista a Conservatore |                            |                         |                         |

| Partito                    | Partito                                | Candidato                  | Risultati 7 giugno 2001 | Risultati 7 giugno 2001 |
| Partito                    | Partito                                | Candidato                  | Voti                    | %                       |
| -------------------------- | -------------------------------------- | -------------------------- | ----------------------- | ----------------------- |
|                            | Laburista                              | Alan Hurst                 | 21 123                  | 41,98                   |
|                            | Conservatore                           | Brooks Newmark             | 20 765                  | 41,27                   |
|                            | Lib Dem                                | Peter Turner               | 5 664                   | 11,26                   |
|                            | UKIP                                   | James Abbott               | 1 241                   | 2,47                    |
|                            | Legalise Cannabis                      | Michael Nolan              | 774                     | 1,54                    |
|                            | UKIP                                   | Charles Cole               | 748                     | 1,49                    |
|                            |                                        |                            |                         |                         |
| Iscritti                   | Iscritti                               | Iscritti                   | 79 111                  | 100,00                  |
| ↳ Votanti (% su iscritti)  | ↳ Votanti (% su iscritti)              | ↳ Votanti (% su iscritti)  | 50 315                  | 63,60                   |
| ↳ Astenuti (% su iscritti) | ↳ Astenuti (% su iscritti)             | ↳ Astenuti (% su iscritti) | 28 796                  | 36,40                   |
|                            |                                        |                            |                         |                         |
|                            | Esito: collegio confermato a Laburista |                            |                         |                         |

## Risultati dei referendum

### Referendum sulla permanenza del Regno Unito nell'Unione europea del 2016
|             | Collegio  | Lasciare UE % | Rimanere in UE % |
| ----------- | --------- | ------------- | ---------------- |
|             | Braintree | 61,4%         | 38,6%            |
| Inghilterra | 53,3%     | 46,7%         |                  |
| Regno Unito | 51,9%     | 48,1%         |                  |